# پیر ژیرار (ورزشکار)
پیر ژیرار (انگلیسی: Pierre Girard؛ زادهٔ ۲ اوت ۱۹۲۶) ورزشکار اهل سوئیس است.
وی در مسابقات کشوری و بین‌المللی در مجموع برندهٔ ۱ مدال برنز شده‌است.